# Protocucurbitaria ribicola
Protocucurbitaria ribicola — вид грибів, що належить до монотипового роду Protocucurbitaria.